# Acanthixalus sonjae
Acanthixalus sonjae és una espècie de granota de la família dels hiperòlids que viu a Costa d'Ivori, Ghana i, possiblement també, a Libèria.
Està amenaçada d'extinció per la pèrdua del seu hàbitat natural.